# Primeira Liga do Brasil 2017
Bei der Primeira Liga do Brasil 2017 handelte es sich um die zweite Austragung dieses Wettbewerbs in Brasilien. Dieser wurde unter insgesamt 16 Klubs aus Ceará, Minas Gerais, Parana, Rio de Janeiro, Rio Grande do Sul und Santa Catarina ausgespielt. Die Austragung der Spiele begann am 24. Januar und endete am 8. Oktober 2017.

## Teilnehmende Mannschaften
| Name              | Ort            | Staat             | Stadion           | Kapazität |
| ----------------- | -------------- | ----------------- | ----------------- | --------- |
| América Mineiro   | Belo Horizonte | Minas Gerais      | Independência     | 23.018    |
| Atlético Mineiro  | Belo Horizonte | Minas Gerais      | Mineirão          | 62.160    |
| Avaí FC           | Florianópolis  | Santa Catarina    | Ressacada         | 17.826    |
| Brasil de Pelotas | Pelotas        | Rio Grande do Sul | Baixada           | 18.000    |
| Ceará SC          | Fortaleza      | Ceará             | Castelão          | 63.903    |
| Chapecoense       | Chapecó        | Santa Catarina    | Arena Condá       | 19.325    |
| Criciúma EC       | Criciúma       | Santa Catarina    | Majestoso         | 19.900    |
| Cruzeiro EC       | Belo Horizonte | Minas Gerais      | Mineirão          | 62.160    |
| Figueirense FC    | Florianópolis  | Santa Catarina    | Orlando Scarpelli | 19.908    |
| CR Flamengo       | Rio de Janeiro | Rio de Janeiro    | Luso              | 78.838    |
| Fluminense FC     | Rio de Janeiro | Rio de Janeiro    | Maracanã          | 78.838    |
| Grêmio FBPA       | Porto Alegre   | Rio Grande do Sul | Arena do Grêmio   | 60.540    |
| SC Internacional  | Porto Alegre   | Rio Grande do Sul | Beira-Rio         | 50.287    |
| Joinville EC      | Joinville      | Santa Catarina    | Arena Joinville   | 22.400    |
| Londrina EC       | Londrina       | Paraná            | Estádio do Café   | 31.019    |
| Paraná Clube      | Curitiba       | Paraná            | Vila Capanema     | 20.083    |

## Modus
Gespielt wurde in vier Gruppen zu je vier Mannschaften. Die Klubs trafen jeweils nur einmal aufeinander. Die Erstplatzierten jeder Gruppe zogen ins Viertelfinale ein. Des Weiteren qualifizierten sich für das Viertelfinale die vier besten Mannschaften zusammengezogen aus allen Gruppen. Die Gruppenbesten waren platziert. Die weiteren Qualifizierten wurden diesen zugelost. Bis einschließlich des Finales wurden die Entscheidungen in K.o.-Spielen gefällt. Es fanden keine Rückspiele statt.

## Gruppenphase

### Gruppe A
| Pl. | Verein                  | Sp. | S | U | N | Tore    | Diff. | Punkte |
| --- | ----------------------- | --- | - | - | - | ------- | ----- | ------ |
| 1.  | SC Internacional        | 3   | 3 | 0 | 0 | 006:200 | +4    | 09     |
| 2.  | Fluminense FC (M)       | 3   | 1 | 1 | 1 | 004:400 | ±0    | 04     |
| 3.  | Grêmio Esportivo Brasil | 3   | 1 | 1 | 1 | 004:400 | ±0    | 04     |
| 4.  | Criciúma EC             | 3   | 0 | 0 | 3 | 004:800 | −4    | 0      |

| (M) | Meister des Vorjahres |

#### 1. Spieltag
| Fluminense FC                                | Fluminense FC | Criciúma EC | Criciúma EC |
| -------------------------------------------- | --- | --- | ----------- |
| Fluminense FC                                | \| 1. Spieltag \| \| 24. Januar 2017 in Rio de Janeiro (Maracanã) \| \| Ergebnis: 3:2 (1:1) \| \| Zuschauer: 2.650[1] \| \| Schiedsrichter: Adriano Milcviski \| \| Spielbericht \| | \| 1. Spieltag \| \| 24. Januar 2017 in Rio de Janeiro (Maracanã) \| \| Ergebnis: 3:2 (1:1) \| \| Zuschauer: 2.650[1] \| \| Schiedsrichter: Adriano Milcviski \| \| Spielbericht \| | Criciúma EC |
| Fluminense FC                                | 1:1 Henrique Adriano Buss (33.) 2:1 Pedro Guilherme (77.) 3:1 Marquinho (87.) | 1:0 Raphael da Silva Arruda (25.) 3:2 Hélio Alves Da Silva (88.) | Criciúma EC |
| Fluminense FC                                | Lucas Fernandes (74.) | Kalil (18.), Adalgiso Pitbull (55.) | Criciúma EC |
| 1. Spieltag                                  | | |             |
| 24. Januar 2017 in Rio de Janeiro (Maracanã) | | |             |
| Ergebnis: 3:2 (1:1)                          | | |             |
| Zuschauer: 2.650                             | | |             |
| Schiedsrichter: Adriano Milcviski            | | |             |
| Spielbericht                                 | | |             |

Der Spieler Eduardo Martini von Grêmio Esportivo Brasil erhielt in der 19. Minute eine Gelbe Karte wegen Reklamierens. Da der Spieler daraufhin den Schiedsrichter beleidigte, wurde Martini in der 20. Minute vom Platz gestellt.
| SC Internacional                                    | SC Internacional | Grêmio Esportivo Brasil | Grêmio Esportivo Brasil |
| --------------------------------------------------- | --- | --- | ----------------------- |
| SC Internacional                                    | \| 1. Spieltag \| \| 1. Februar 2017 in Porto Alegre (Estádio Beira-Rio) \| \| Ergebnis: 2:1 (2:1) \| \| Zuschauer: 11.227[2] \| \| Schiedsrichter: Celio Amorim \| \| Spielbericht \| | \| 1. Spieltag \| \| 1. Februar 2017 in Porto Alegre (Estádio Beira-Rio) \| \| Ergebnis: 2:1 (2:1) \| \| Zuschauer: 11.227[2] \| \| Schiedsrichter: Celio Amorim \| \| Spielbericht \| | Grêmio Esportivo Brasil |
| SC Internacional                                    | 1:0 Nicolás López (10.) 2:0 Brenner Marlos Varanda de Oliveira (17.) | 2:1 Bruno Lopes (25.) | Grêmio Esportivo Brasil |
| SC Internacional                                    | Luis Manuel Seijas (24.), Nicolás López (58.), Aylon Darwin Tavella (88). | Nem (70.), Leandro Leite (89.) | Grêmio Esportivo Brasil |
| SC Internacional                                    | Eduardo Martini (20.) | | Grêmio Esportivo Brasil |
| 1. Spieltag                                         | | |                         |
| 1. Februar 2017 in Porto Alegre (Estádio Beira-Rio) | | |                         |
| Ergebnis: 2:1 (2:1)                                 | | |                         |
| Zuschauer: 11.227                                   | | |                         |
| Schiedsrichter: Celio Amorim                        | | |                         |
| Spielbericht                                        | | |                         |

#### 2. Spieltag
| SC Internacional                                    | SC Internacional | Fluminense FC | Fluminense FC |
| --------------------------------------------------- | --- | --- | ------------- |
| SC Internacional                                    | \| 2. Spieltag \| \| 8. Februar 2017 in Porto Alegre (Estádio Beira-Rio) \| \| Ergebnis: 1:0 (1:0) \| \| Zuschauer: 12.438[3] \| \| Schiedsrichter: Marco Aurelio Ferreira \| \| Spielbericht \| | \| 2. Spieltag \| \| 8. Februar 2017 in Porto Alegre (Estádio Beira-Rio) \| \| Ergebnis: 1:0 (1:0) \| \| Zuschauer: 12.438[3] \| \| Schiedsrichter: Marco Aurelio Ferreira \| \| Spielbericht \| | Fluminense FC |
| SC Internacional                                    | 1:0 Charles Rigon Mattos (24.) | | Fluminense FC |
| SC Internacional                                    | Anselmo de Moraes (54.), Charles Rigon Mattos (81.) | Marcos Júnior (49.), Renato (55.), Luiz Fernando (79.) | Fluminense FC |
| 2. Spieltag                                         | | |               |
| 8. Februar 2017 in Porto Alegre (Estádio Beira-Rio) | | |               |
| Ergebnis: 1:0 (1:0)                                 | | |               |
| Zuschauer: 12.438                                   | | |               |
| Schiedsrichter: Marco Aurelio Ferreira              | | |               |
| Spielbericht                                        | | |               |

| Grêmio Esportivo Brasil                                       | Grêmio Esportivo Brasil | Criciúma EC | Criciúma EC |
| ------------------------------------------------------------- | --- | --- | ----------- |
| Grêmio Esportivo Brasil                                       | \| 2. Spieltag \| \| 14. Februar 2017 in Pelotas (Estádio Bento Mendes de Freitas) \| \| Ergebnis: 2:1 (2:0) \| \| Zuschauer: 2.388[4] \| \| Schiedsrichter: Ronei Cândido Alves \| \| Spielbericht \| | \| 2. Spieltag \| \| 14. Februar 2017 in Pelotas (Estádio Bento Mendes de Freitas) \| \| Ergebnis: 2:1 (2:0) \| \| Zuschauer: 2.388[4] \| \| Schiedsrichter: Ronei Cândido Alves \| \| Spielbericht \| | Criciúma EC |
| Grêmio Esportivo Brasil                                       | 1:0 Gustavo Papa (30.) 2:0 Gustavo Papa (45.) | 2:1 Carlos Eduardo (85.) | Criciúma EC |
| Grêmio Esportivo Brasil                                       | Leandro Leite (38.), Galiardo (38.), Evaldo (86.), Rennan (88.) | Eduardo Babiuk (11.), Francisco Silva (21.), Eduardo Biasi (34.), Helio Paraíba (53.), Ianson (66.) | Criciúma EC |
| 2. Spieltag                                                   | | |             |
| 14. Februar 2017 in Pelotas (Estádio Bento Mendes de Freitas) | | |             |
| Ergebnis: 2:1 (2:0)                                           | | |             |
| Zuschauer: 2.388                                              | | |             |
| Schiedsrichter: Ronei Cândido Alves                           | | |             |
| Spielbericht                                                  | | |             |

#### 3. Spieltag
| Fluminense FC                                   | Fluminense FC | Grêmio Esportivo Brasil | Grêmio Esportivo Brasil |
| ----------------------------------------------- | --- | --- | ----------------------- |
| Fluminense FC                                   | \| 3. Spieltag \| \| 26. April 2017 in Xerém (Estádio de Los Larios) \| \| Ergebnis: 1:1 (0:1) \| \| Zuschauer: 1.177[5] \| \| Spielbericht \| | \| 3. Spieltag \| \| 26. April 2017 in Xerém (Estádio de Los Larios) \| \| Ergebnis: 1:1 (0:1) \| \| Zuschauer: 1.177[5] \| \| Spielbericht \| | Grêmio Esportivo Brasil |
| Fluminense FC                                   | 1:1 Danielzinho (49.) | 0:1 Olavio Vieira (21.) | Grêmio Esportivo Brasil |
| Fluminense FC                                   | Renato (53.), Nogueira (60.), Marquinho (75.), Luiz Fernando (79.), Maranhão (92.)                                                             | Benno (27.), Leandro Mateus (82.), Wender (83.)                                                                                                | Grêmio Esportivo Brasil |
| 3. Spieltag                                     | | |                         |
| 26. April 2017 in Xerém (Estádio de Los Larios) | | |                         |
| Ergebnis: 1:1 (0:1)                             | | |                         |
| Zuschauer: 1.177                                | | |                         |
| Spielbericht                                    | | |                         |

| Criciúma EC                                            | Criciúma EC | SC Internacional | SC Internacional |
| ------------------------------------------------------ | --- | --- | ---------------- |
| Criciúma EC                                            | \| 3. Spieltag \| \| 23. Februar 2017 in Criciúma (Estádio Heriberto Hülse) \| \| Ergebnis: 1:3 (1:0) \| \| Zuschauer: 1.839[6] \| \| Schiedsrichter: Felipe Gomes da Silva \| \| Spielbericht \| | \| 3. Spieltag \| \| 23. Februar 2017 in Criciúma (Estádio Heriberto Hülse) \| \| Ergebnis: 1:3 (1:0) \| \| Zuschauer: 1.839[6] \| \| Schiedsrichter: Felipe Gomes da Silva \| \| Spielbericht \| | SC Internacional |
| Criciúma EC                                            | 1:0 Flavio(42.) | 1:1 Cláudio Winck (71.) 1:2 Andrigo (75.) 1:3 Diego Gonçalves (76.) | SC Internacional |
| Criciúma EC                                            | Nino (24.), Lucas (61.), Ianson (74.), Diogo Mateus (85.) | Cláudio Winck (89.) | SC Internacional |
| Criciúma EC                                            | Nino (68.) | Vlademir (85.) | SC Internacional |
| 3. Spieltag                                            | | |                  |
| 23. Februar 2017 in Criciúma (Estádio Heriberto Hülse) | | |                  |
| Ergebnis: 1:3 (1:0)                                    | | |                  |
| Zuschauer: 1.839                                       | | |                  |
| Schiedsrichter: Felipe Gomes da Silva                  | | |                  |
| Spielbericht                                           | | |                  |

### Gruppe B
| Pl. | Verein          | Sp. | S | U | N | Tore    | Diff. | Punkte |
| --- | --------------- | --- | - | - | - | ------- | ----- | ------ |
| 1.  | CR Flamengo     | 3   | 2 | 1 | 0 | 003:000 | +3    | 07     |
| 2.  | Grêmio FBPA     | 3   | 1 | 1 | 1 | 002:300 | −1    | 04     |
| 2.  | Ceará SC        | 3   | 0 | 3 | 0 | 001:100 | ±0    | 03     |
| 4.  | América Mineiro | 3   | 0 | 1 | 2 | 000:200 | −2    | 01     |

#### 1. Spieltag
| América Mineiro                                           | América Mineiro | Ceará SC | Ceará SC |
| --------------------------------------------------------- | --- | --- | -------- |
| América Mineiro                                           | \| 1. Spieltag \| \| 26. Januar 2017 in Belo Horizonte (Estádio Independência) \| \| Ergebnis: 0:0 \| \| Zuschauer: 1.717[7] \| \| Schiedsrichter: Celio Amorim \| \| Spielbericht \| | \| 1. Spieltag \| \| 26. Januar 2017 in Belo Horizonte (Estádio Independência) \| \| Ergebnis: 0:0 \| \| Zuschauer: 1.717[7] \| \| Schiedsrichter: Celio Amorim \| \| Spielbericht \| | Ceará SC |
| América Mineiro                                           | Alex Da Silva (31.), Rafael Jataí (88.) | Jackson Caucaia (43.), Felipe Tontini (87.) | Ceará SC |
| 1. Spieltag                                               | | |          |
| 26. Januar 2017 in Belo Horizonte (Estádio Independência) | | |          |
| Ergebnis: 0:0                                             | | |          |
| Zuschauer: 1.717                                          | | |          |
| Schiedsrichter: Celio Amorim                              | | |          |
| Spielbericht                                              | | |          |

| CR Flamengo                                                               | CR Flamengo | Grêmio FBPA | Grêmio FBPA |
| ------------------------------------------------------------------------- | --- | --- | ----------- |
| CR Flamengo                                                               | \| 1. Spieltag \| \| 8. Februar 2017 in Brasília (Estádio Nacional de Brasília Mané Garrincha) \| \| Ergebnis: 2:0 (1:0) \| \| Zuschauer: 20.222[8] \| \| Schiedsrichter: Bráulio da Silva Machado \| \| Spielbericht \| | \| 1. Spieltag \| \| 8. Februar 2017 in Brasília (Estádio Nacional de Brasília Mané Garrincha) \| \| Ergebnis: 2:0 (1:0) \| \| Zuschauer: 20.222[8] \| \| Schiedsrichter: Bráulio da Silva Machado \| \| Spielbericht \| | Grêmio FBPA |
| CR Flamengo                                                               | 1:0 Éverton (42.) 2:0 Orlando Berrío (77.) | | Grêmio FBPA |
| CR Flamengo                                                               | Diego (80.) | Bressan (89.) | Grêmio FBPA |
| 1. Spieltag                                                               | | |             |
| 8. Februar 2017 in Brasília (Estádio Nacional de Brasília Mané Garrincha) | | |             |
| Ergebnis: 2:0 (1:0)                                                       | | |             |
| Zuschauer: 20.222                                                         | | |             |
| Schiedsrichter: Bráulio da Silva Machado                                  | | |             |
| Spielbericht                                                              | | |             |

#### 2. Spieltag
| CR Flamengo                                            | CR Flamengo | América Mineiro | América Mineiro |
| ------------------------------------------------------ | --- | --- | --------------- |
| CR Flamengo                                            | \| 2. Spieltag \| \| 16. Februar 2017 in Gama (Distrito Federal) (Bezerrão) \| \| Ergebnis: 1:0 (1:0) \| \| Zuschauer: 8.147[9] \| \| Schiedsrichter: Rafael Traci \| \| Spielbericht \| | \| 2. Spieltag \| \| 16. Februar 2017 in Gama (Distrito Federal) (Bezerrão) \| \| Ergebnis: 1:0 (1:0) \| \| Zuschauer: 8.147[9] \| \| Schiedsrichter: Rafael Traci \| \| Spielbericht \| | América Mineiro |
| CR Flamengo                                            | 1:0 Gabriel (10.) | | América Mineiro |
| CR Flamengo                                            | Gérson Magrão (8.), Messias (23.) | | América Mineiro |
| CR Flamengo                                            | Gérson Magrão (47.) | | América Mineiro |
| 2. Spieltag                                            | | |                 |
| 16. Februar 2017 in Gama (Distrito Federal) (Bezerrão) | | |                 |
| Ergebnis: 1:0 (1:0)                                    | | |                 |
| Zuschauer: 8.147                                       | | |                 |
| Schiedsrichter: Rafael Traci                           | | |                 |
| Spielbericht                                           | | |                 |

| Grêmio FBPA                                    | Grêmio FBPA | Ceará SC | Ceará SC |
| ---------------------------------------------- | --- | --- | -------- |
| Grêmio FBPA                                    | \| 2. Spieltag \| \| 2. März 2017 in Porto Alegre (Arena do Grêmio) \| \| Ergebnis: 1:1 (0:1) \| \| Zuschauer: 2.944[10] \| \| Schiedsrichter: Rodrigo D'Alonso Ferreira \| \| Spielbericht \| | \| 2. Spieltag \| \| 2. März 2017 in Porto Alegre (Arena do Grêmio) \| \| Ergebnis: 1:1 (0:1) \| \| Zuschauer: 2.944[10] \| \| Schiedsrichter: Rodrigo D'Alonso Ferreira \| \| Spielbericht \| | Ceará SC |
| Grêmio FBPA                                    | 1:1 Lucas Rex (53.) | 0:1 Magno Alves (18.) | Ceará SC |
| Grêmio FBPA                                    | Éverson (66.), Raul Lo Goncalves (77.), Lucas (81.), Vitinho (89.) | | Ceará SC |
| Grêmio FBPA                                    | Wallace (65.) | | Ceará SC |
| 2. Spieltag                                    | | |          |
| 2. März 2017 in Porto Alegre (Arena do Grêmio) | | |          |
| Ergebnis: 1:1 (0:1)                            | | |          |
| Zuschauer: 2.944                               | | |          |
| Schiedsrichter: Rodrigo D'Alonso Ferreira      | | |          |
| Spielbericht                                   | | |          |

#### 3. Spieltag
| Grêmio FBPA                                     | Grêmio FBPA | América Mineiro | América Mineiro |
| ----------------------------------------------- | --- | --- | --------------- |
| Grêmio FBPA                                     | \| 3. Spieltag \| \| 5. April 2017 in Porto Alegre (Arena do Grêmio) \| \| Ergebnis: 1:0 (1:0) \| \| Zuschauer: 3.904[11] \| \| Spielbericht \| | \| 3. Spieltag \| \| 5. April 2017 in Porto Alegre (Arena do Grêmio) \| \| Ergebnis: 1:0 (1:0) \| \| Zuschauer: 3.904[11] \| \| Spielbericht \| | América Mineiro |
| Grêmio FBPA                                     | 1:0 Everton (45.) | | América Mineiro |
| Grêmio FBPA                                     | Maximiliano Rodríguez (92.) | Alex Silva (92.) | América Mineiro |
| 3. Spieltag                                     | | |                 |
| 5. April 2017 in Porto Alegre (Arena do Grêmio) | | |                 |
| Ergebnis: 1:0 (1:0)                             | | |                 |
| Zuschauer: 3.904                                | | |                 |
| Spielbericht                                    | | |                 |

| Ceará SC                                                         | Ceará SC | CR Flamengo | CR Flamengo |
| ---------------------------------------------------------------- | --- | --- | ----------- |
| Ceará SC                                                         | \| 3. Spieltag \| \| 22. Februar 2017 in Fortaleza (Estádio Plácido Aderaldo Castelo) \| \| Ergebnis: 0:0 \| \| Zuschauer: 16.206[12] \| \| Schiedsrichter: Anderson Daronco \| \| Spielbericht \| | \| 3. Spieltag \| \| 22. Februar 2017 in Fortaleza (Estádio Plácido Aderaldo Castelo) \| \| Ergebnis: 0:0 \| \| Zuschauer: 16.206[12] \| \| Schiedsrichter: Anderson Daronco \| \| Spielbericht \| | CR Flamengo |
| Ceará SC                                                         | Romario (45.) | Rodinei (57.) | CR Flamengo |
| 3. Spieltag                                                      | | |             |
| 22. Februar 2017 in Fortaleza (Estádio Plácido Aderaldo Castelo) | | |             |
| Ergebnis: 0:0                                                    | | |             |
| Zuschauer: 16.206                                                | | |             |
| Schiedsrichter: Anderson Daronco                                 | | |             |
| Spielbericht                                                     | | |             |

### Gruppe C
| Pl. | Verein           | Sp. | S | U | N | Tore    | Diff. | Punkte |
| --- | ---------------- | --- | - | - | - | ------- | ----- | ------ |
| 1.  | Cruzeiro EC      | 3   | 2 | 1 | 0 | 003:000 | +3    | 07     |
| 2.  | Atlético Mineiro | 3   | 1 | 1 | 1 | 004:300 | +1    | 04     |
| 3.  | Chapecoense      | 3   | 0 | 2 | 1 | 002:400 | −2    | 02     |
| 4.  | Joinville EC     | 3   | 0 | 2 | 1 | 000:200 | −2    | 02     |

#### 1. Spieltag
| Chapecoense                              | Chapecoense | Joinville EC | Joinville EC |
| ---------------------------------------- | --- | --- | ------------ |
| Chapecoense                              | \| 26. Januar 2017 in Chapecó (Arena Condá) \| \| Ergebnis: 0:0 \| \| Zuschauer: 7.145[13] \| \| Schiedsrichter: Willian Steffens \| \| Spielbericht \| | \| 26. Januar 2017 in Chapecó (Arena Condá) \| \| Ergebnis: 0:0 \| \| Zuschauer: 7.145[13] \| \| Schiedsrichter: Willian Steffens \| \| Spielbericht \| | Joinville EC |
| Chapecoense                              | Caique Silva Sá (78.) | | Joinville EC |
| 26. Januar 2017 in Chapecó (Arena Condá) | | |              |
| Ergebnis: 0:0                            | | |              |
| Zuschauer: 7.145                         | | |              |
| Schiedsrichter: Willian Steffens         | | |              |
| Spielbericht                             | | |              |

Im zweiten Spiel des ersten Spieltages sah der Trainer von Cruzeiro Mano Menezes in der zweiten Halbzeit die rote Karte. Nach einem Foulspiel an einem seiner Spieler, beleidigte er die Schiedsrichter.
| Cruzeiro EC                                                            | Cruzeiro EC | Atlético Mineiro | Atlético Mineiro |
| ---------------------------------------------------------------------- | --- | --- | ---------------- |
| Cruzeiro EC                                                            | \| 1. Februar 2017 in Belo Horizonte (Estádio Governador Magalhães Pinto) \| \| Ergebnis: 1:0 (1:0) \| \| Zuschauer: 44.795[15] \| \| Schiedsrichter: Wanderson Alves de Souza \| \| Spielbericht \| | \| 1. Februar 2017 in Belo Horizonte (Estádio Governador Magalhães Pinto) \| \| Ergebnis: 1:0 (1:0) \| \| Zuschauer: 44.795[15] \| \| Schiedsrichter: Wanderson Alves de Souza \| \| Spielbericht \| | Atlético Mineiro |
| Cruzeiro EC                                                            | 1:0 Giorgian De Arrascaeta (27.) | | Atlético Mineiro |
| Cruzeiro EC                                                            | Rafael Sóbis, Ezequiel, Alisson | Yago, Lucas Pratto, Ralph Machado, Fábio Santos Romeu, Gabriel Costa França | Atlético Mineiro |
| Cruzeiro EC                                                            | Robinho (86.) | | Atlético Mineiro |
| Cruzeiro EC                                                            | Mano Menezes (Trainer) | | Atlético Mineiro |
| 1. Februar 2017 in Belo Horizonte (Estádio Governador Magalhães Pinto) | | |                  |
| Ergebnis: 1:0 (1:0)                                                    | | |                  |
| Zuschauer: 44.795                                                      | | |                  |
| Schiedsrichter: Wanderson Alves de Souza                               | | |                  |
| Spielbericht                                                           | | |                  |

#### 2. Spieltag
| Cruzeiro EC                                                            | Cruzeiro EC | Chapecoense | Chapecoense |
| ---------------------------------------------------------------------- | --- | --- | ----------- |
| Cruzeiro EC                                                            | \| 9. Februar 2017 in Belo Horizonte (Estádio Governador Magalhães Pinto) \| \| Ergebnis: 2:0 (1:0) \| \| Zuschauer: 4.837[16] \| \| Schiedsrichter: Daniel Nobre Bins \| \| Spielbericht \| | \| 9. Februar 2017 in Belo Horizonte (Estádio Governador Magalhães Pinto) \| \| Ergebnis: 2:0 (1:0) \| \| Zuschauer: 4.837[16] \| \| Schiedsrichter: Daniel Nobre Bins \| \| Spielbericht \| | Chapecoense |
| Cruzeiro EC                                                            | 1:0 Ramón Ábila (37., Elfmeter) 2:0 Ramón Ábila (53.) | | Chapecoense |
| Cruzeiro EC                                                            | Lucas Romero (92.) | Lucas Luiz (26.) Natã (36.) | Chapecoense |
| 9. Februar 2017 in Belo Horizonte (Estádio Governador Magalhães Pinto) | | |             |
| Ergebnis: 2:0 (1:0)                                                    | | |             |
| Zuschauer: 4.837                                                       | | |             |
| Schiedsrichter: Daniel Nobre Bins                                      | | |             |
| Spielbericht                                                           | | |             |

| Atlético Mineiro                                          | Atlético Mineiro | Joinville EC | Joinville EC |
| --------------------------------------------------------- | --- | --- | ------------ |
| Atlético Mineiro                                          | \| 9. Februar 2017 in Belo Horizonte (Estádio Independência) \| \| Ergebnis: 2:0 (1:0) \| \| Zuschauer: 13.248[17] \| \| Schiedsrichter: Edivaldo Elias da Silva \| \| Spielbericht \| | \| 9. Februar 2017 in Belo Horizonte (Estádio Independência) \| \| Ergebnis: 2:0 (1:0) \| \| Zuschauer: 13.248[17] \| \| Schiedsrichter: Edivaldo Elias da Silva \| \| Spielbericht \| | Joinville EC |
| Atlético Mineiro                                          | 1:0 Fred (18., Elfmeter) 2:0 Rómulo Otero (67.) | | Joinville EC |
| Atlético Mineiro                                          | Danilo (62.) | Brenner (30.), Gustavo Brandenburg (45.) | Joinville EC |
| 9. Februar 2017 in Belo Horizonte (Estádio Independência) | | |              |
| Ergebnis: 2:0 (1:0)                                       | | |              |
| Zuschauer: 13.248                                         | | |              |
| Schiedsrichter: Edivaldo Elias da Silva                   | | |              |
| Spielbericht                                              | | |              |

#### 3. Spieltag
| Joinville EC                      | Joinville EC | Cruzeiro EC | Cruzeiro EC |
| --------------------------------- | --- | --- | ----------- |
| Joinville EC                      | \| 3. Spieltag \| \| 21. März 2017 in Arena Joinville \| \| Ergebnis: 0:0 \| \| Zuschauer: 1.899[18] \| \| Schiedsrichter: Adriano Milczvski \| \| Spielbericht \| | \| 3. Spieltag \| \| 21. März 2017 in Arena Joinville \| \| Ergebnis: 0:0 \| \| Zuschauer: 1.899[18] \| \| Schiedsrichter: Adriano Milczvski \| \| Spielbericht \| | Cruzeiro EC |
| Joinville EC                      | Gustavo Xuxa (62.), Dalberson Ferreira do Amaral (90.) | Lucas Romero (24.), Dedé (72.) | Cruzeiro EC |
| 3. Spieltag                       | | |             |
| 21. März 2017 in Arena Joinville  | | |             |
| Ergebnis: 0:0                     | | |             |
| Zuschauer: 1.899                  | | |             |
| Schiedsrichter: Adriano Milczvski | | |             |
| Spielbericht                      | | |             |

| Chapecoense                                   | Chapecoense | Atlético Mineiro | Atlético Mineiro |
| --------------------------------------------- | --- | --- | ---------------- |
| Chapecoense                                   | \| 2. März 2017 in Chapecó (Arena Condá) \| \| Ergebnis: 2:2 (0:2) \| \| Zuschauer: 3.565[19] \| \| Schiedsrichter: Jean Pierre Gonçalves de Lima \| \| Spielbericht \| | \| 2. März 2017 in Chapecó (Arena Condá) \| \| Ergebnis: 2:2 (0:2) \| \| Zuschauer: 3.565[19] \| \| Schiedsrichter: Jean Pierre Gonçalves de Lima \| \| Spielbericht \| | Atlético Mineiro |
| Chapecoense                                   | 1:2 Wellington Paulista (46.) 2:2 Jesiel (52., Eigentor) | 0:1 Neves (12.) 0:2 Clayton (39.) | Atlético Mineiro |
| Chapecoense                                   | Joao Pedro (80.) | Carlos Eduardo (35.), Neves (46.), Ralph Machado Dias (51.), Anderson Cordeiro De Costa (86.)                                                                           | Atlético Mineiro |
| Chapecoense                                   | Dodô (49.) | | Atlético Mineiro |
| 2. März 2017 in Chapecó (Arena Condá)         | | |                  |
| Ergebnis: 2:2 (0:2)                           | | |                  |
| Zuschauer: 3.565                              | | |                  |
| Schiedsrichter: Jean Pierre Gonçalves de Lima | | |                  |
| Spielbericht                                  | | |                  |

### Gruppe D
| Pl. | Verein         | Sp. | S | U | N | Tore    | Diff. | Punkte |
| --- | -------------- | --- | - | - | - | ------- | ----- | ------ |
| 1.  | Londrina EC    | 3   | 3 | 0 | 0 | 004:100 | +3    | 09     |
| 2.  | Paraná Clube   | 3   | 1 | 1 | 1 | 003:200 | +1    | 04     |
| 3.  | Figueirense FC | 3   | 0 | 2 | 1 | 001:200 | −1    | 02     |
| 4.  | Avaí FC        | 3   | 0 | 1 | 2 | 001:400 | −3    | 01     |

#### 1. Spieltag
| Figueirense FC                                               | Figueirense FC | Londrina EC | Londrina EC |
| ------------------------------------------------------------ | --- | --- | ----------- |
| Figueirense FC                                               | \| 25. Januar 2017 in Florianópolis (Estádio Orlando Scarpelli) \| \| Ergebnis: 0:1 (0:1) \| \| Zuschauer: 2.189[20] \| \| Schiedsrichter: Ronei Cândido Alves \| \| Spielbericht \| | \| 25. Januar 2017 in Florianópolis (Estádio Orlando Scarpelli) \| \| Ergebnis: 0:1 (0:1) \| \| Zuschauer: 2.189[20] \| \| Schiedsrichter: Ronei Cândido Alves \| \| Spielbericht \| | Londrina EC |
| Figueirense FC                                               | 0:1 Celsinho (81.) | | Londrina EC |
| Figueirense FC                                               | Joseilson (20.), Rosimar Amâncio (33.) | Germano (6.), Marcondes (16.) | Londrina EC |
| 25. Januar 2017 in Florianópolis (Estádio Orlando Scarpelli) | | |             |
| Ergebnis: 0:1 (0:1)                                          | | |             |
| Zuschauer: 2.189                                             | | |             |
| Schiedsrichter: Ronei Cândido Alves                          | | |             |
| Spielbericht                                                 | | |             |

| Paraná Clube                                                 | Paraná Clube | Avaí FC | Avaí FC |
| ------------------------------------------------------------ | --- | --- | ------- |
| Paraná Clube                                                 | \| 25. Januar 2017 in Curitiba (Estádio Durival Britto e Silva) \| \| Ergebnis: 2:0 (2:0) \| \| Zuschauer: 2.390[21] \| \| Schiedsrichter: Antônio Teixeira \| \| Spielbericht \| | \| 25. Januar 2017 in Curitiba (Estádio Durival Britto e Silva) \| \| Ergebnis: 2:0 (2:0) \| \| Zuschauer: 2.390[21] \| \| Schiedsrichter: Antônio Teixeira \| \| Spielbericht \| | Avaí FC |
| Paraná Clube                                                 | 1:0 Renato Vieira Rodrigues (21.) 2:0 Italo Barbosa De Andrade (45.) | | Avaí FC |
| Paraná Clube                                                 | Pessalli (28.) | Gustavo (25.), Betão (39.), Alemão (44.) | Avaí FC |
| 25. Januar 2017 in Curitiba (Estádio Durival Britto e Silva) | | |         |
| Ergebnis: 2:0 (2:0)                                          | | |         |
| Zuschauer: 2.390                                             | | |         |
| Schiedsrichter: Antônio Teixeira                             | | |         |
| Spielbericht                                                 | | |         |

#### 2. Spieltag
| Avaí FC                                                 | Avaí FC | Londrina EC | Londrina EC |
| ------------------------------------------------------- | --- | --- | ----------- |
| Avaí FC                                                 | \| 31. Januar 2017 in Florianópolis (Estádio da Ressacada) \| \| Ergebnis: 0:1 (0:0) \| \| Zuschauer: 1.637[22] \| \| Schiedsrichter: Leandro Pedro Vuaden \| \| Spielbericht \| | \| 31. Januar 2017 in Florianópolis (Estádio da Ressacada) \| \| Ergebnis: 0:1 (0:0) \| \| Zuschauer: 1.637[22] \| \| Schiedsrichter: Leandro Pedro Vuaden \| \| Spielbericht \| | Londrina EC |
| Avaí FC                                                 | 0:1 Alisson Pelegrini Safira (88.) | | Londrina EC |
| Avaí FC                                                 | Caio César (40.), Ferdinando (48.), Lucas de Sa (71.) | Lucas Machado (50.), Igor Miranda (62.) | Londrina EC |
| 31. Januar 2017 in Florianópolis (Estádio da Ressacada) | | |             |
| Ergebnis: 0:1 (0:0)                                     | | |             |
| Zuschauer: 1.637                                        | | |             |
| Schiedsrichter: Leandro Pedro Vuaden                    | | |             |
| Spielbericht                                            | | |             |

| Paraná Clube                                              | Paraná Clube | Figueirense FC | Figueirense FC |
| --------------------------------------------------------- | --- | --- | -------------- |
| Paraná Clube                                              | \| 2. März 2017 in Curitiba (Estádio Durival Britto e Silva) \| \| Ergebnis: 0:0 \| \| Zuschauer: 2.746[23] \| \| Schiedsrichter: Renato Cardoso da Conceição \| \| Spielbericht \| | \| 2. März 2017 in Curitiba (Estádio Durival Britto e Silva) \| \| Ergebnis: 0:0 \| \| Zuschauer: 2.746[23] \| \| Schiedsrichter: Renato Cardoso da Conceição \| \| Spielbericht \| | Figueirense FC |
| Paraná Clube                                              | Airton Tirabassi (67.), Felipe Alves De Lima (80.), Bruno Cantanhede (82.) | Rosimar Amâncio (20.), Luis Eduardo (86.), Joao Pedro (87.), Morassi (92.) | Figueirense FC |
| 2. März 2017 in Curitiba (Estádio Durival Britto e Silva) | | |                |
| Ergebnis: 0:0                                             | | |                |
| Zuschauer: 2.746                                          | | |                |
| Schiedsrichter: Renato Cardoso da Conceição               | | |                |
| Spielbericht                                              | | |                |

#### 3. Spieltag
| Londrina EC                                              | Londrina EC | Paraná Clube | Paraná Clube |
| -------------------------------------------------------- | --- | --- | ------------ |
| Londrina EC                                              | \| 21. Februar 2017 in Londrina (Estádio do Café) \| \| Ergebnis: 2:1 (2:0) \| \| Zuschauer: 1.894[24] \| \| Schiedsrichter: Francisco de Paula Dos Santos Silva Neto \| \| Spielbericht \| | \| 21. Februar 2017 in Londrina (Estádio do Café) \| \| Ergebnis: 2:1 (2:0) \| \| Zuschauer: 1.894[24] \| \| Schiedsrichter: Francisco de Paula Dos Santos Silva Neto \| \| Spielbericht \| | Paraná Clube |
| Londrina EC                                              | 1:0 Paulo Rangel (32.) 2:0 Paulo Rangel (45.) | 2:1 Pessalli (45., Elfmeter) | Paraná Clube |
| Londrina EC                                              | Walter Luiz (25.), Alisson Pelegrini Safira (59.), Alan (80.) | Pessalli (7.) | Paraná Clube |
| 21. Februar 2017 in Londrina (Estádio do Café)           | | |              |
| Ergebnis: 2:1 (2:0)                                      | | |              |
| Zuschauer: 1.894                                         | | |              |
| Schiedsrichter: Francisco de Paula Dos Santos Silva Neto | | |              |
| Spielbericht                                             | | |              |

| Figueirense FC                                              | Figueirense FC | Avaí FC | Avaí FC |
| ----------------------------------------------------------- | --- | --- | ------- |
| Figueirense FC                                              | \| 20. April 2017 in Florianópolis (Estádio Orlando Scarpelli) \| \| Ergebnis: 1:1 (1:0) \| \| Zuschauer: 3.322[25] \| \| Schiedsrichter: Anderson Daronco \| \| Spielbericht \| | \| 20. April 2017 in Florianópolis (Estádio Orlando Scarpelli) \| \| Ergebnis: 1:1 (1:0) \| \| Zuschauer: 3.322[25] \| \| Schiedsrichter: Anderson Daronco \| \| Spielbericht \| | Avaí FC |
| Figueirense FC                                              | 1:0 Índio (45.) | 1:1 Rômulo (78.) | Avaí FC |
| Figueirense FC                                              | Joao Pedro (45.) | Fagner Alemão (36.), Marquinhos (45.), Judson (73.) | Avaí FC |
| 20. April 2017 in Florianópolis (Estádio Orlando Scarpelli) | | |         |
| Ergebnis: 1:1 (1:0)                                         | | |         |
| Zuschauer: 3.322                                            | | |         |
| Schiedsrichter: Anderson Daronco                            | | |         |
| Spielbericht                                                | | |         |

### Gruppenzweite Qualifikation für das Viertelfinale
| Gruppe | Verein           | Sp. | S | U | N | Tore | Diff. | Punkte |
| ------ | ---------------- | --- | - | - | - | ---- | ----- | ------ |
| A      | Fluminense FC    | 3   | 1 | 1 | 1 | 4:4  | 0     | 4      |
| B      | Grêmio FBPA      | 3   | 1 | 1 | 1 | 2:3  | −1    | 4      |
| C      | Atlético Mineiro | 3   | 1 | 1 | 1 | 4:3  | +1    | 4      |
| D      | Paraná Clube     | 3   | 1 | 1 | 1 | 3:2  | +1    | 4      |

## Finalrunde

### Turnierplan
Wie in der Gruppenphase waren in der Finalrunde keine Rückspiele vorgesehen. Die Paarungen für das Viertelfinale wurden am 5. Juni 2017 bekanntgegeben. Die Viertelfinalspiele fanden am 30. August statt.

| Viertelfinale | Viertelfinale       | Viertelfinale |                  |       | Halbfinale | Halbfinale | Halbfinale |  |  | Finale | Finale | Finale |
|               |                     |               |                  |       |            |            |            |  |  |        |        |        |
|               | SC Internacional    | 0             |                  |       |            |            |            |  |  |        |        |        |
|               | Atlético Mineiro    | 1             |                  |       |            |            |            |  |  |        |        |        |
|               | Atlético Mineiro    | 1             | Atlético Mineiro | 1     |            |            |            |  |  |        |        |        |
|               |                     |               | Atlético Mineiro | 1     |            |            |            |  |  |        |        |        |
|               |                     | Paraná Clube  | 0                |       |            |            |            |  |  |        |        |        |
|               | CR Flamengo         | Paraná Clube  | 0                | 1 (4) |            |            |            |  |  |        |        |        |
|               |                     |               |                  | 1 (4) |            |            |            |  |  |        |        |        |
|               | Paraná Clube        | 1 (5)         |                  |       |            |            |            |  |  |        |        |        |
|               | Paraná Clube        | 1 (5)         | Atlético Mineiro | 0 (2) |            |            |            |  |  |        |        |        |
|               |                     |               |                  | 0 (2) |            |            |            |  |  |        |        |        |
|               |                     | Londrina EC   | 0 (4)            |       |            |            |            |  |  |        |        |        |
|               | Cruzeiro EC         | Londrina EC   | 0 (4)            | 2     |            |            |            |  |  |        |        |        |
|               |                     |               |                  | 2     |            |            |            |  |  |        |        |        |
|               | Grêmio Porto Alegre | 0             |                  |       |            |            |            |  |  |        |        |        |
|               | Grêmio Porto Alegre | 0             | Cruzeiro EC      | 2 (1) |            |            |            |  |  |        |        |        |
|               |                     |               | Cruzeiro EC      | 2 (1) |            |            |            |  |  |        |        |        |
|               |                     | Londrina EC   | 2 (3)            |       |            |            |            |  |  |        |        |        |
|               | Londrina EC         | Londrina EC   | 2 (3)            | 2     |            |            |            |  |  |        |        |        |
|               |                     |               |                  | 2     |            |            |            |  |  |        |        |        |
|               | Fluminense FC       | 0             |                  |       |            |            |            |  |  |        |        |        |

### Viertelfinale
Alle Spiele wurden am 30. August 2017 ausgetragen.
| SC Internacional                                    | SC Internacional | Atlético Mineiro | Atlético Mineiro |
| --------------------------------------------------- | --- | --- | ---------------- |
| SC Internacional                                    | \| 30. August 2017 in Porto Alegre (Estádio Beira-Rio) \| \| Ergebnis: 0:1 (0:1) \| \| Zuschauer: 12.184[27] \| \| Schiedsrichter: Bráulio da Silva Machado \| \| Spielbericht \| | \| 30. August 2017 in Porto Alegre (Estádio Beira-Rio) \| \| Ergebnis: 0:1 (0:1) \| \| Zuschauer: 12.184[27] \| \| Schiedsrichter: Bráulio da Silva Machado \| \| Spielbericht \| | Atlético Mineiro |
| SC Internacional                                    | 0:1 Clayton (38.) | | Atlético Mineiro |
| SC Internacional                                    | Roger (92.) | | Atlético Mineiro |
| 30. August 2017 in Porto Alegre (Estádio Beira-Rio) | | |                  |
| Ergebnis: 0:1 (0:1)                                 | | |                  |
| Zuschauer: 12.184                                   | | |                  |
| Schiedsrichter: Bráulio da Silva Machado            | | |                  |
| Spielbericht                                        | | |                  |

| Londrina EC                                   | Londrina EC | Fluminense FC | Fluminense FC |
| --------------------------------------------- | --- | --- | ------------- |
| Londrina EC                                   | \| 30. August 2017 in Londrina (Estádio do Café) \| \| Ergebnis: 2:0 (0:0) \| \| Zuschauer: 2.996[28] \| \| Schiedsrichter: Jean Pierre Gonçalves de Lima \| \| Spielbericht \| | \| 30. August 2017 in Londrina (Estádio do Café) \| \| Ergebnis: 2:0 (0:0) \| \| Zuschauer: 2.996[28] \| \| Schiedsrichter: Jean Pierre Gonçalves de Lima \| \| Spielbericht \| | Fluminense FC |
| Londrina EC                                   | 1:0 Carlos Henrique (42.) 2:0 Carlos Henrique (78.) | | Fluminense FC |
| Londrina EC                                   | Édson (3.), Germano (65.) | | Fluminense FC |
| 30. August 2017 in Londrina (Estádio do Café) | | |               |
| Ergebnis: 2:0 (0:0)                           | | |               |
| Zuschauer: 2.996                              | | |               |
| Schiedsrichter: Jean Pierre Gonçalves de Lima | | |               |
| Spielbericht                                  | | |               |

| Cruzeiro EC                                                            | Cruzeiro EC | Grêmio FBPA | Grêmio FBPA |
| ---------------------------------------------------------------------- | --- | --- | ----------- |
| Cruzeiro EC                                                            | \| 30. August 2017 in Belo Horizonte (Estádio Governador Magalhães Pinto) \| \| Ergebnis: 2:0 (0:0) \| \| Zuschauer: 7.545[29] \| \| Schiedsrichter: Paulo Roberto Alves Júnior \| \| Spielbericht \| | \| 30. August 2017 in Belo Horizonte (Estádio Governador Magalhães Pinto) \| \| Ergebnis: 2:0 (0:0) \| \| Zuschauer: 7.545[29] \| \| Schiedsrichter: Paulo Roberto Alves Júnior \| \| Spielbericht \| | Grêmio FBPA |
| Cruzeiro EC                                                            | 1:0 Raniel (89.) 2:0 Giorgian De Arrascaeta (92.) | | Grêmio FBPA |
| Cruzeiro EC                                                            | Arthur Henrique (55.), Raniel (74.) | Luiz Felipe da Rosa Machado (70.) | Grêmio FBPA |
| 30. August 2017 in Belo Horizonte (Estádio Governador Magalhães Pinto) | | |             |
| Ergebnis: 2:0 (0:0)                                                    | | |             |
| Zuschauer: 7.545                                                       | | |             |
| Schiedsrichter: Paulo Roberto Alves Júnior                             | | |             |
| Spielbericht                                                           | | |             |

| CR Flamengo                                           | CR Flamengo | Paraná Clube | Paraná Clube |
| ----------------------------------------------------- | --- | --- | ------------ |
| CR Flamengo                                           | \| 30. August 2017 in Cariacica (Estádio Kléber Andrade) \| \| Ergebnis: 1:1 (0:0), 4:5 i. E. \| \| Zuschauer: 9.834[30] \| \| Schiedsrichter: Renato Cardoso Conceição \| \| Spielbericht \| | \| 30. August 2017 in Cariacica (Estádio Kléber Andrade) \| \| Ergebnis: 1:1 (0:0), 4:5 i. E. \| \| Zuschauer: 9.834[30] \| \| Schiedsrichter: Renato Cardoso Conceição \| \| Spielbericht \| | Paraná Clube |
| CR Flamengo                                           | 1:0 Éverton Ribeiro (64., Elfmeter) | 1:1 Renatinho (78.) | Paraná Clube |
| CR Flamengo                                           | Elfmeterschießen | | Paraná Clube |
| CR Flamengo                                           | 1:0 Rafael Vaz 2:1 Gabriel Vinícius Júnior 3:3 Darío Conca 4:3 Éverton Ribeiro Lucas Paquetá                                                                                                  | 1:1 Renatinho 2:2 Leandro Vilela Murilo Rangel 3:3 Eduardo Brock 4:4 Alemão 4:5 Vitor Feijão                                                                                                  | Paraná Clube |
| CR Flamengo                                           | Rômulo (65.) | Iago Maidana (45.+2'), Igor Aquino Da Silva (62.) | Paraná Clube |
| 30. August 2017 in Cariacica (Estádio Kléber Andrade) | | |              |
| Ergebnis: 1:1 (0:0), 4:5 i. E.                        | | |              |
| Zuschauer: 9.834                                      | | |              |
| Schiedsrichter: Renato Cardoso Conceição              | | |              |
| Spielbericht                                          | | |              |

### Halbfinale
Die Spiele wurden am 2. und 3. September 2017 ausgetragen.
| Atlético Mineiro                                            | Atlético Mineiro | Paraná Clube | Paraná Clube |
| ----------------------------------------------------------- | --- | --- | ------------ |
| Atlético Mineiro                                            | \| 2. September 2017 in Belo Horizonte (Estádio Independência) \| \| Ergebnis: 1:0 (1:0) \| \| Zuschauer: 12.764[31] \| \| Schiedsrichter: Luiz César de Oliveira Magalhães \| \| Spielbericht \| | \| 2. September 2017 in Belo Horizonte (Estádio Independência) \| \| Ergebnis: 1:0 (1:0) \| \| Zuschauer: 12.764[31] \| \| Schiedsrichter: Luiz César de Oliveira Magalhães \| \| Spielbericht \| | Paraná Clube |
| Atlético Mineiro                                            | 1:0 Elias (28.) | | Paraná Clube |
| Atlético Mineiro                                            | Adílson Warken (45.), Gabriel (77.), Elias (81.), Yago (91.) | João Pedro (42.), Leandro Vilela (43.) | Paraná Clube |
| 2. September 2017 in Belo Horizonte (Estádio Independência) | | |              |
| Ergebnis: 1:0 (1:0)                                         | | |              |
| Zuschauer: 12.764                                           | | |              |
| Schiedsrichter: Luiz César de Oliveira Magalhães            | | |              |
| Spielbericht                                                | | |              |

| Londrina EC                                     | Londrina EC | Cruzeiro EC | Cruzeiro EC |
| ----------------------------------------------- | --- | --- | ----------- |
| Londrina EC                                     | \| 3. September 2017 in Londrina (Estádio do Café) \| \| Ergebnis: 2:2 (0:1), 3:1 i. E. \| \| Zuschauer: 15.420[32] \| \| Schiedsrichter: Jean Pierre Gonçalves de Lima \| \| Spielbericht \| | \| 3. September 2017 in Londrina (Estádio do Café) \| \| Ergebnis: 2:2 (0:1), 3:1 i. E. \| \| Zuschauer: 15.420[32] \| \| Schiedsrichter: Jean Pierre Gonçalves de Lima \| \| Spielbericht \| | Cruzeiro EC |
| Londrina EC                                     | 1:1 Alisson Pelegrini Safira (35.) 2:2 Germano (90.+6', Elfmeter) | 0:1 Lucas Silva (20.) 1:2 Sassá (53.) | Cruzeiro EC |
| Londrina EC                                     | Elfmeterschießen | | Cruzeiro EC |
| Londrina EC                                     | 1:0 Germano Marcinho 2:1 Ayrton Artur 3:1 Dirceu | Lucas Silva 1:1 Bryan Arthur Alex Apolinário | Cruzeiro EC |
| Londrina EC                                     | Germano (74.) | Lucas Silva (73.) | Cruzeiro EC |
| 3. September 2017 in Londrina (Estádio do Café) | | |             |
| Ergebnis: 2:2 (0:1), 3:1 i. E.                  | | |             |
| Zuschauer: 15.420                               | | |             |
| Schiedsrichter: Jean Pierre Gonçalves de Lima   | | |             |
| Spielbericht                                    | | |             |

### Finale
| Londrina EC                                   | Londrina EC                                                                        | Atlético Mineiro                                                                   | Atlético Mineiro |
| --------------------------------------------- | ---------------------------------------------------------------------------------- | ---------------------------------------------------------------------------------- | ---------------- |
| Londrina EC                                   | \| 4. Oktober 2017 in Londrina (Estádio do Café) \| \| Ergebnis: 0:0, 4:2 i. E. \| | \| 4. Oktober 2017 in Londrina (Estádio do Café) \| \| Ergebnis: 0:0, 4:2 i. E. \| | Atlético Mineiro |
| Londrina EC                                   | Elfmeterschießen                                                                   |                                                                                    | Atlético Mineiro |
| Londrina EC                                   | 1:0 Jumar 2:1 Édson Silva 3:2 Ayrton Ganino 4:2 Dirceu                             | 1:1 Fábio Santos 2:2 Robinho 3:2 Clayton 4:2 Rafael Moura                          | Atlético Mineiro |
| 4. Oktober 2017 in Londrina (Estádio do Café) |                                                                                    |                                                                                    |                  |
| Ergebnis: 0:0, 4:2 i. E.                      |                                                                                    |                                                                                    |                  |

## Torschützenliste
| Rang | Spieler                  | Klub              | Tore |
| ---- | ------------------------ | ----------------- | ---- |
| 1    | Alisson Pelegrini Safira | Londrina          | 3    |
| 2    | Clayton                  | Atlético Mineiro  | 2    |
|      | Gustavo Papa             | Brasil de Pelotas | 2    |
|      | Ramón Ábila              | Cruzeiro          | 2    |
|      | Giorgian De Arrascaeta   | Cruzeiro          | 2    |
|      | Carlos Henrique          | Londrina          | 2    |
|      | Paulo Rangel             | Londrina          | 2    |
|      | Alisson Pelegrini Safira | Londrina          | 2    |
|      | Renatinho                | Paraná            | 2    |

## Meistbesuchte Spiele
| Pl. | Anzahl | Heim             | Ergebnis        | Gast             | Stadion         | Datum             | Spieltag                 |
| --- | ------ | ---------------- | --------------- | ---------------- | --------------- | ----------------- | ------------------------ |
| 1   | 44.795 | Cruzeiro         | 1:0             | Atlético Mineiro | Mineirão        | 1. Februar 2017   | 1. Spieltag Gruppenphase |
| 2   | 20.222 | Flamengo         | 2:0             | Grêmio FBPA      | Mané Garrincha  | 8. Februar 2017   | 1. Spieltag Gruppenphase |
| 3   | 16.216 | Ceará SC         | 0:0             | Flamengo         | Castelo         | 22. Februar 2017  | 3. Spieltag Gruppenphase |
| 4   | 15.420 | Londrina EC      | 2:2 (3:1 i. E.) | Cruzeiro         | Estádio do Café | 3. September 2017 | Halbfinale               |
| 5   | 13.248 | Atlético Mineiro | 1:0             | Joinville EC     | Independência   | 9. Februar 2017   | 2. Spieltag Gruppenphase |
| 6   | 12.764 | Atlético Mineiro | 1:0             | Paraná Clube     | Independência   | 2. September 2017 | Halbfinale               |
| 7   | 12.438 | Internacional    | 1:0             | Fluminense       | Beira-Rio       | 8. Februar 2017   | 2. Spieltag Gruppenphase |
| 8   | 12.184 | Internacional    | 0:1             | Atlético Mineiro | Beira-Rio       | 30. August 2017   | Viertelfinale            |
| 9   | 11.227 | Internacional    | 2:1             | Grêmio Brasil    | Beira-Rio       | 1. Februar 2017   | 1. Spieltag Gruppenphase |
| 10  | 9.834  | Flamengo         | 1:1 (4:5 i. E.) | Paraná Clube     | Kléber Andrade  | 30. August 2017   | Viertelfinale            |